# Nuestra Belleza México 2007
Nuestra Belleza México 2007 fue la 14.ª edición del certamen Nuestra Belleza México la cual se realizó en el Auditorio Profr. Manuel Bonilla Valle del puerto de Manzanillo, Colima el sábado 6 de octubre de 2007. Treinta y tres candidatas de toda la República Mexicana compitieron por el título nacional, el cual fue ganado por Elisa Nájera de Guanajuato quien compitió en Miss Universo 2008 en Vietnam logrando colocarse como 4.ª Finalista. Nájera fue coronada por la Nuestra Belleza México saliente Rosa María Ojeda, convirtiéndose en la segunda guanajuatense en ir a Miss Universo.
El título de Nuestra Belleza Mundo México 2007 fue ganado por Anagabriela Espinoza de Nuevo León quien compitió en Miss Mundo 2008 en Sudáfrica logrando colocarse dentro del Top 15. Espinoza fue coronada por la Nuestra Belleza Mundo México saliente Carolina Morán, convirtiéndose en la segunda neoleonesa en ir a Miss Mundo. Dos años más tarde, el día 7 de junio de 2009 se hizo oficial la designación de Anagabriela Espinoza como representante de México en el certamen Miss Internacional 2009 en China donde resultó ganadora convirtiéndose en la segunda mexicana en obtener este título.
Durante 2007, la organización nacional obtuvo nuevamente la franquicia de Miss Internacional (anteriormente la obtuvo en 1999 y 2000) y día 9 de abril de 2008 hizo oficial la designación de Lorenza Bernot de Morelos como Nuestra Belleza Internacional México 2008 compitiendo en Miss Internacional 2008 en Japón. Así mismo se designó a Lupita González de Jalisco como Miss Continente Americano México 2008 compitiendo en Miss Continente Americano 2008 en Ecuador logrando la primera corona para México de este certamen.
El Reconocimiento "Corona al Mérito" fue para Luz María Zetina Nuestra Belleza México 1994 por su destacada trayectoria como actriz y presentadora de televisión.
En 2008, tras el escándalo de Laura Zúñiga, la organización nacional tomó la decisión de anunciar oficialmente a Anagabriela Espinoza como representante del país en Miss Internacional 2009, evento celebrado en Japón, logrando coronarse como la segunda mexicana en la historia en ganar dicho título.

## Resultados
| Posición                          | Candidata |
| Nuestra Belleza México 2007       | - Guanajuato - Elisa Nájera |
| Nuestra Belleza Mundo México 2007 | - Nuevo León - Anagabriela Espinoza Δ |
| 1.ª Finalista                     | - Jalisco - Lupita González § |
| 2.ª Finalista                     | - Jalisco - Esmeralda Pimentel |
| 3.ª Finalista                     | - Colima - Irene Chavira |
| Top 10                            | - Chiapas - Natalia Ruiz - Chihuahua - Georgina Holguín - Morelos - Lorenza Bernot Δ - Sonora - Carla Cardona Δ - Tamaulipas - Valerie Padilla                                      |

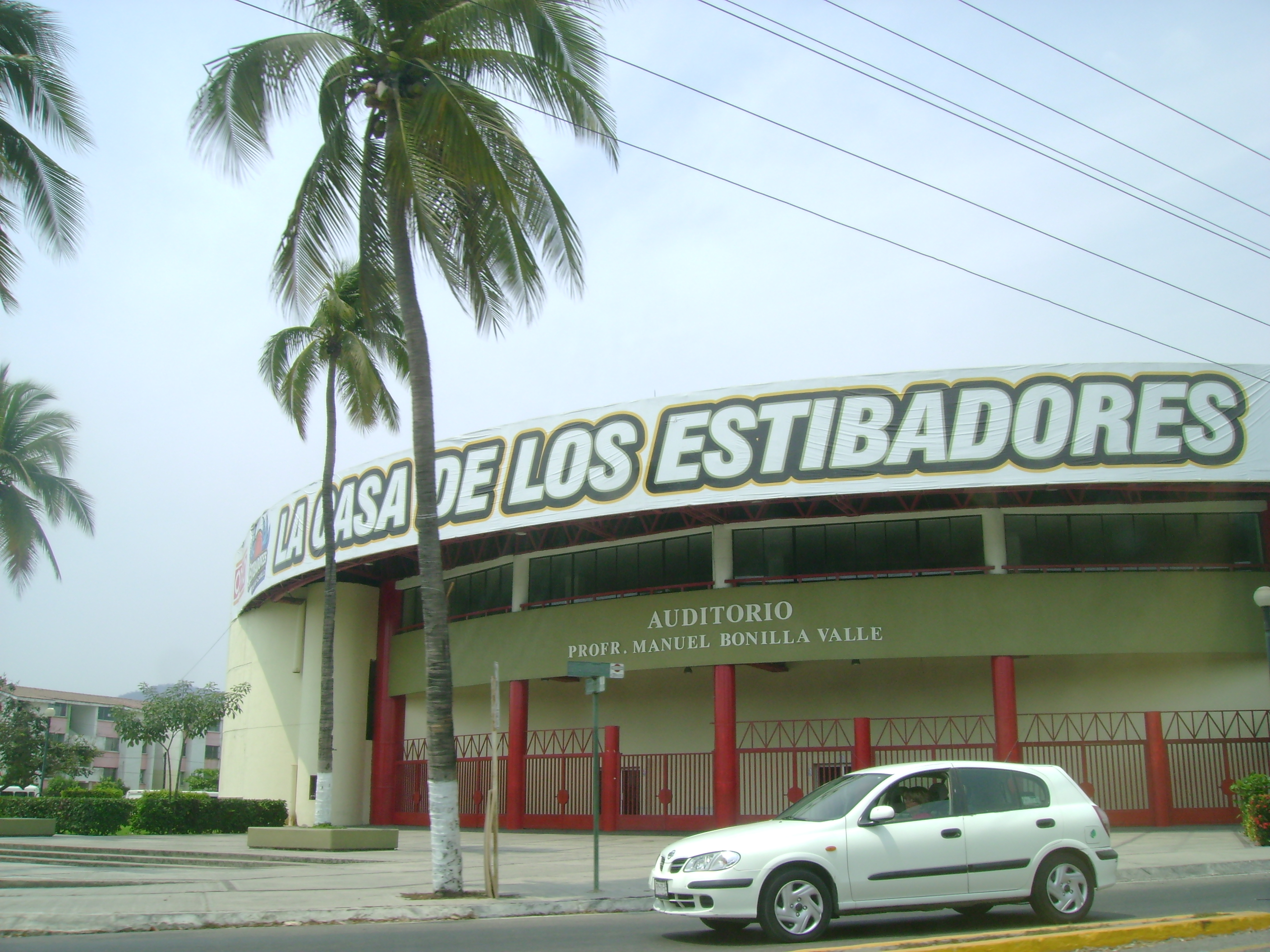
Auditorio Profr. Manuel Bonilla Valle recinto de la final de Nuestra Belleza México 2007

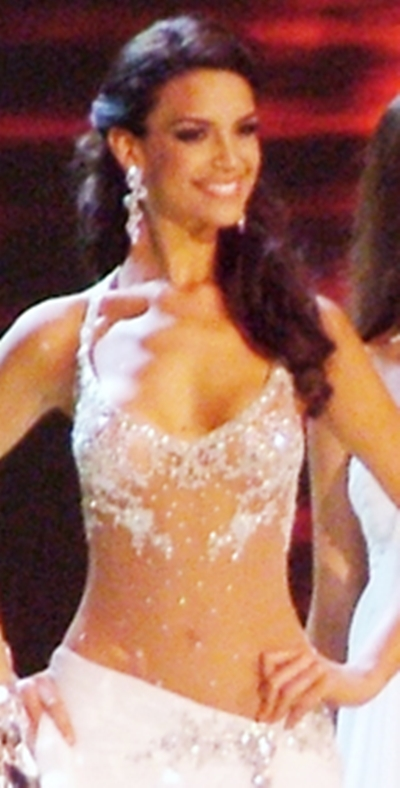
Elisa Nájera, Nuestra Belleza México 2007 y 4.ª Finalista en Miss Universo 2008

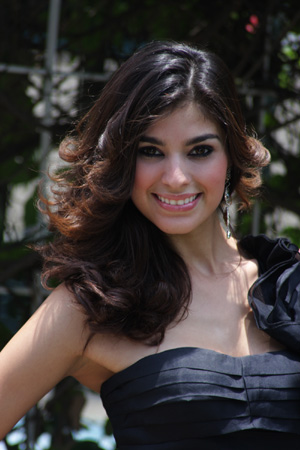
Anagabriela Espinoza, Nuestra Belleza Mundo México 2007 y Top 15 en Miss Mundo 2008

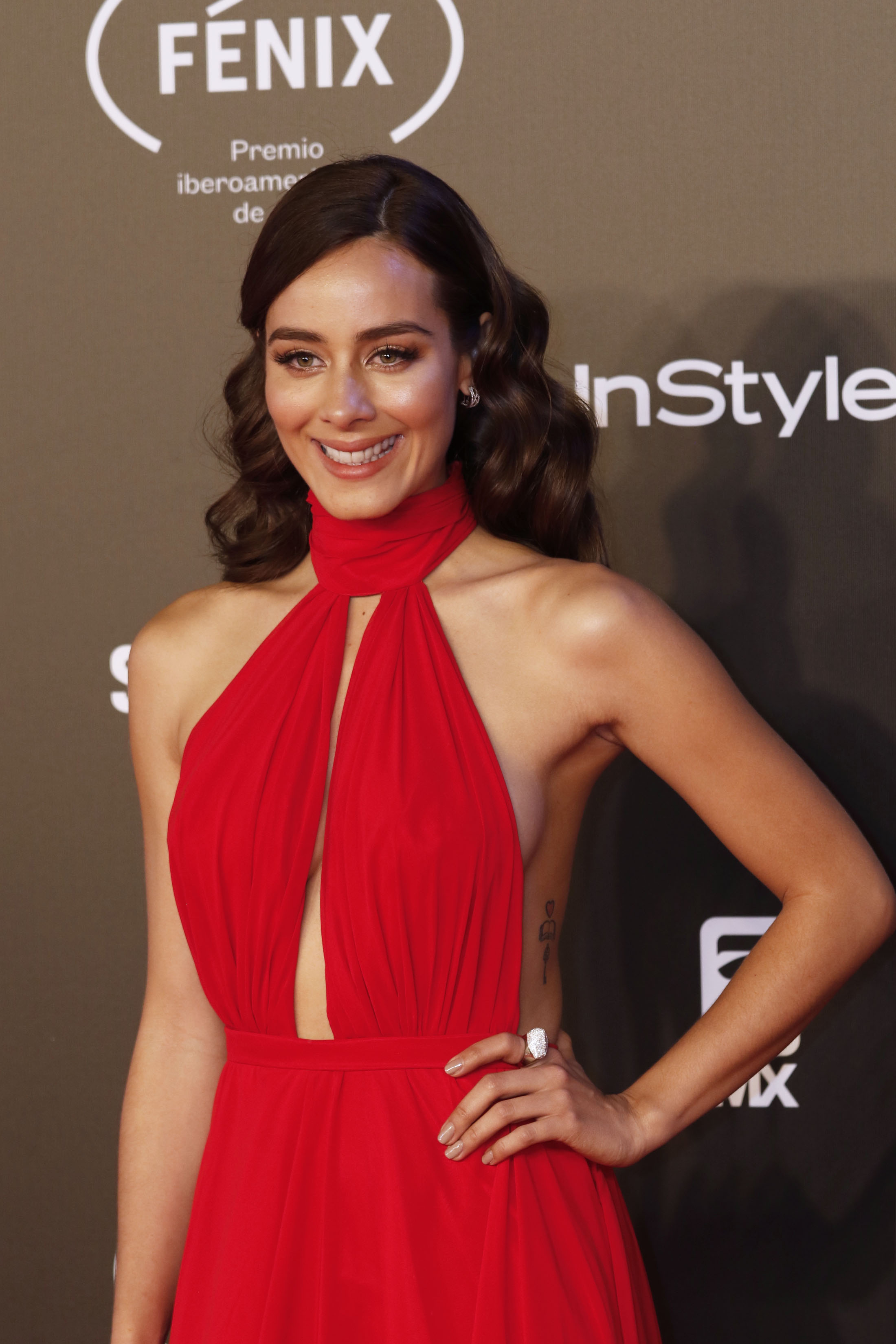
Esmeralda Pimentel, Designada por Jalisco y 2.ª Finalista de Nuestra Belleza México 2007

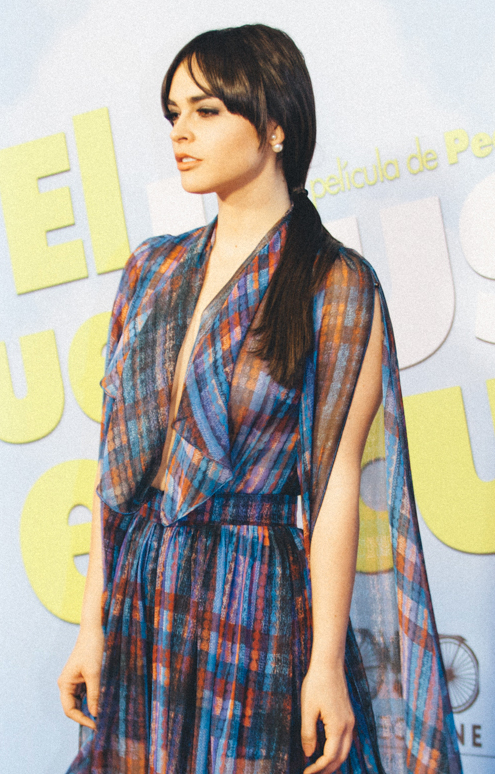
Fabiola Guajardo, Designada por Nuevo León y semifinalista de Nuestra Belleza México 2007

| Top 15                            | - Distrito Federal - María José del Cueto - Distrito Federal - Vanessa Huppenkothen Δ - Nuevo León - Fabiola Guajardo - Veracruz - Paloma Garciaferro - Yucatán - Valentina Cervera |

- § Votada por las concursantes para completar el cuadro de 15 semifinalistas.
- Δ Ganadoras de los Fast-track que otorgan el pase directo al cuadro de 15 semifinalistas.

## Áreas de competencia

### Semifinal
La competencia semifinal se realizó en el Auditorio Profr. Manuel Bonilla Valle del puerto de Manzanillo, Colima el miércoles 3 de octubre, tres días antes de la competencia final. Previo al final del evento, todas las candidatas compitieron en traje de baño y traje de noche como parte de la selección de las 10 candidatas quienes completarían el top 15 (ya que 5 candidatas tuvieron el pase directo al Top 15 por ganar alguno de los 5 premios otorgados por la Organización en base a su desempeño durante el periodo de concentración previo al evento final). El nombre de las 10 concursantes que formaron parte del Top 15 fue revelado durante el inicio en vivo del evento final. La conducción del evento estuvo a cargo de Silvia Salgado y Sergio Mayer.

#### Jurado Preliminar
Estos son los miembros del jurado preliminar, que eligieron a las 10 semifinalistas que completarían el Top 15 durante la Competencia Semifinal, luego de ver a las candidatas en privado durante entrevistas y pasarela en traje de baño y gala:
- Alessandra Rosaldo - Actriz de televisión y cantante
- Carlos Latapi - Fotógrafo
- Elsa Burgos - Miss Costa Maya International 2002 y conductora de televisión
- Eugenio Derbez - Actor, comediante y productor de televisión
- Gerardo Rebollo - Diseñador de accesorios y coordinador de moda
- José Luis Abarca - Diseñador de moda
- Madeleine García - Manager de Fuller Cosmetics
- Marisol González - Nuestra Belleza México 2002 y actriz

### Final
La gala final fue transmitida en vivo a través del Canal de las Estrellas para todo México desde el Auditorio Profr. Manuel Bonilla Valle del puerto de Manzanillo, Colima el sábado 6 de octubre. La conducción del evento estuvo a cargo de Jacqueline Bracamontes y Alfredo Adame acompañados de Karla Jiménez en el backstage.
El grupo de 15 semifinalistas se dio a conocer durante la competencia final: 10 seleccionadas por un jurado preliminar, quienes eligieron a las concursantes que más destacaron en las tres áreas de competencia durante la etapa preliminar y 5 ganadoras de los reconocimientos especiales que otorga la Organización.
- Las 15 semifinalistas desfilaron en una nueva ronda en traje de baño, donde salieron de la competencia 5 de ellas.
- Las 10 semifinalistas desfilaron en vestido de noche, posteriormente 5 de ellas fueron eliminadas.
- Las 5 finalistas se sometieron a una pregunta final y posteriormente dieron una última pasarela, donde el panel de jueces consideró la impresión general que dejó cada una de las finalistas para votar y definir posiciones finales.

#### Jurado Final
Estos son los miembros del jurado que evaluaron a las concursantes:
- Alessandra Rosaldo - Actriz de televisión y cantante
- Carlos Latapi - Fotógrafo
- Elsa Burgos - Miss Costa Maya International 2002 y conductora de televisión
- Eugenio Derbez - Actor, comediante y productor de televisión
- Gerardo Rebollo - Diseñador de accesorios y coordinador de moda
- José Luis Abarca - Diseñador de moda
- Madeleine García - Manager de Fuller Cosmetics
- Marisol González - Nuestra Belleza México 2002 y actriz

#### Entretenimiento
- Intermedio: Caló

### Premios Especiales
| Premio                         | Candidata                                 |
| Nuestra Modelo                 | - Morelos - Lorenza Bernot                |
| Las Reinas Eligen              | - Jalisco - Lupita González               |
| Nuestro Talento                | - Sonora - Carla Cardona                  |
| Nuestra Belleza en Forma       | - Distrito Federal - Vanessa Huppenkothen |
| Premio Académico               | - Nuevo León - Anagabriela Espinoza       |
| Reina de Belleza Fuller        | - Guanajuato - Elisa Nájera               |
| Camino al Éxito Andrea         | - Sonora - Carla Cardona                  |
| Mejor Cabello Palmolive Optims | - Jalisco - Lupita González               |
| Mejor Piel Palmolive Optims    | - Yucatán - Valentina Cervera             |

### Competencia en Traje Típico
En esta competencia las concursantes no fueron evaluadas, únicamente los trajes típicos. Es una competencia que muestra la riqueza del país que se encarna en los trajes coloridos y fascinantes hechos por diseñadores mexicanos donde se combina el pasado y el presente de México.
Para la Organización Nuestra Belleza México este evento es muy importante porque se da a conocer el trabajo creativo de los grandes diseñadores mexicanos y también selecciona el traje para representar a México en el Miss Universo.
El diseñador del traje típico ganador recibe el premio "Aguja Diamante".
| Posición      | Estado                                                                 |
| Traje Ganador | - Yucatán - "Chichén Itza, Maravilla del Mundo"                        |
| Top 3         | - Quintana Roo - "Mascarones de Kuhunlich" - Sinaloa - "China Poblana" |

| - Aguascalientes - "Viva Aguascalientes" - Baja California Sur - "Tierra Prodigiosa" - Baja California Sur - "Arrecife" - Campeche - "Ixchel, Gran Señora de los Aires" - Campeche - "Sol" - Colima - "Belleza de mi Pueblo" - Colima - "Princesa Maya" - Colima - "Belleza Marina" - Colima - "Princesa Colimán" - Chiapas - "Alegoría Mexicana" - Durango - "Maravillas de México" - Durango - "Ríqueza Mexicana" - Durango - "Mujer Viñera" - Durango - "Nogalera" - Guanajuato - "Diosa del Sol" - Guanajuato - "Princesa Encantada de la Bufa" | - Jalisco - "Orgullo de mi Pueblo" - Jalisco - "Mujer Maíz" - Jalisco - "Agaves" - Michoacán - "Lirio Acuático" - Morelos - "Diosa de la Fertilidad" - Nayarit - "Diosa del Nayar" - Querétaro - "Los Concheros Chichimecas" - Quintana Roo - "Mascarones de Kuhunlich" - San Luis Potosí - "Reencuentro de Mujeres a través del Tiempo" - Sinaloa - "China Poblana" - Sinaloa - "Reina del Mar" - Tamaulipas - "Raíces de Nuestra Tierra" - Yucatán - "Chichén Itza, Maravilla del Mundo" - Veracruz - "Orgullo Azteca" - Veracruz - "Tributo a la Palma" - Zacatecas - "Danza de los Pardos" |

## Candidatas
| Estado              | Candidata                                  | Edad | Estatura | Residencia            |
| Aguascalientes      | Paulina Talamantes Chávez                  | 20   | 1.72     | Aguascalientes        |
| Baja California Sur | Luz María Duhart Irabien                   | 19   | 1.74     | San José del Cabo     |
| Baja California Sur | Claudia Cepeda Terán                       | 18   | 1.74     | Ciudad Constitución   |
| Campeche            | Rossina Isabel Saravia Lugo                | 21   | 1.73     | Campeche              |
| Chiapas             | Natalia Ruiz Álvarez                       | 19   | 1.86     | Tuxtla Gutiérrez      |
| Chihuahua           | Lucía Georgina Holguín Lozano              | 21   | 1.74     | Chihuahua             |
| Chihuahua           | Priscila Trejo Pérez                       | 19   | 1.71     | Chihuahua             |
| Coahuila            | Alejandra Martínez Zepeda                  | 18   | 1.74     | Torreón               |
| Colima              | Irene Chavira Maravilla                    | 19   | 1.75     | Manzanillo            |
| Distrito Federal    | María José del Cueto Dávalos               | 22   | 1.81     | Ciudad de México      |
| Distrito Federal    | Vanessa Huppenkothen Labra                 | 23   | 1.68     | Ciudad de México      |
| Durango             | Dulce María Esparza Chaidez                | 21   | 1.80     | Durango               |
| Estado de México    | Verónica Espinosa de la Piedra             | 23   | 1.72     | Toluca                |
| Guanajuato          | Elisa Nájera Gualito                       | 21   | 1.84     | Celaya                |
| Jalisco             | María Guadalupe "Lupita" González Gallegos | 19   | 1.78     | Tepatitlán de Morelos |
| Jalisco             | María Esmeralda Pimentel Murguía           | 18   | 1.70     | Ciudad Guzmán         |
| Michoacán           | Yasamin Samiei Vela                        | 19   | 1.74     | Morelia               |
| Morelos             | Lorenza Bernot Krauze                      | 19   | 1.76     | Cuernavaca            |
| Nayarit             | Ana Karen Romero Ponce                     | 18   | 1.74     | Tepic                 |
| Nuevo León          | Anagabriela Espinoza Marroquín             | 19   | 1.78     | Monterrey             |
| Nuevo León          | Fabiola Jazmín Guajardo Martínez           | 20   | 1.70     | Guadalupe             |
| Puebla              | Esther Ríos Riveramelo                     | 23   | 1.74     | Puebla                |
| Querétaro           | Adriana Monroy Mendoza                     | 20   | 1.78     | Querétaro             |
| Quintana Roo        | Almendra Espino Landeros                   | 18   | 1.78     | Chetumal              |
| San Luis Potosí     | Karla García Tejada                        | 21   | 1.70     | San Luis Potosí       |
| Sinaloa             | Yesica Morales Zazueta                     | 21   | 1.73     | Culiacán              |
| Sonora              | Carla Denise Cardona González              | 20   | 1.72     | Cananea               |
| Sonora              | Lydia Bernal Liñan                         | 20   | 1.70     | Hermosillo            |
| Sonora              | Nilza Domínguez Aguayo                     | 18   | 1.71     | Hermosillo            |
| Tamaulipas          | Valerie Padilla Pontvianne                 | 18   | 1.76     | Tampico               |
| Veracruz            | Paloma Garciaferro Lajud                   | 19   | 1.77     | Xalapa                |
| Yucatán             | Valentina Cervera Ávila                    | 20   | 1.68     | Mérida                |
| Zacatecas           | Edna Paulina Vargas Whitehead              | 23   | 1.70     | Zacatecas             |

## Sobre los Estados en Nuestra Belleza México 2007

### Estados designados a la competencia
| - Baja California Sur - Claudia Cepeda - Chihuahua - Priscila Trejo - Distrito Federal - Vanessa Huppenkothen - Jalisco - Esmeralda Pimentel | - Nuevo León - Fabiola Guajardo - Sonora - Lydia Bernal - Sonora - Nilza Domínguez |

### Estados que se retiran de la competencia
- Baja California - Nadia Ramos decidió no acudir a la competencia a causa del secuestro y asesinato de su padre el día 24 de septiembre de 2007. La organización nacional la invitó a participar en la edición 2008.[8]
- Guerrero
- Tabasco

### Estados que regresan a la competencia
- Compitieron por última vez en 2005:
  -  Estado de México

- Compitieron por última vez en 2004:
  -  San Luis Potosí

## Crossovers
| Miss Universo - 2008: Guanajuato - Elisa Nájera (4ª Finalista) Miss Mundo - 2008: Nuevo León - Anagabriela Espinoza (Top 15) Miss Internacional - 2009: Nuevo León - Anagabriela Espinoza (Ganadora) - 2008: Morelos - Lorenza Bernot Miss Tierra - 2004: Yucatán - Valentina Cervera Miss Intercontinental - 2004: Yucatán - Valentina Cervera (No Compitió) Miss Globe - 2004: Yucatán - Valentina Cervera Miss Bikini World - 2006: Chihuahua - Priscila Trejo Miss Continente Americano - 2008: Jalisco - Lupita González (Ganadora) Miss Maja Mundial - 2004: Yucatán - Valentina Cervera Miss Ámbar Mundial - 2003: Yucatán - Valentina Cervera World Sea Queen - 2004: Yucatán - Valentina Cervera (Ganadora) Reinado Internacional del Café - 2008: Chihuahua - Georgina Holguín (Top 10) Miss Costa Maya International - 2011: Yucatán - Valentina Cervera (Ganadora) - 2008: Chiapas - Natalia Ruiz | Reina Mundial de Los Carnavales - 2004: Yucatán - Valentina Cervera (Virreina) Miss Latina México - 2003: Yucatán - Valentina Cervera (Ganadora) Mexico's Next Top Model - 2009: Nayarit - Ana Karen Romero Nuestra Belleza Baja California Sur - 2007: Baja California Sur - Claudia Cepeda (1ª Finalista) Nuestra Belleza Chihuahua - 2007: Chihuahua - Priscila Trejo (1ª Finalista) Nuestra Belleza Distrito Federal - 2007: Distrito Federal - Vanessa Huppenkothen (1ª Finalista) Nuestra Belleza Jalisco - 2007: Jalisco - Esmeralda Pimentel (Top 5) Nuestra Belleza Nuevo León - 2007: Nuevo León - Fabiola Guajardo (1ª Finalista) Nuestra Belleza Sonora - 2007: Sonora - Lydia Bernal (Top 3) - 2007: Sonora - Nilza Domínguez (Top 3) Señorita Turismo Región de los Altos - 2005: Jalisco - Lupita González (Ganadora) Señorita Tepatitlán - 2005: Jalisco - Lupita González (Ganadora) Señorita Chihuahua - 2004: Chihuahua - Priscila Trejo (1ª Finalista) Señorita Universidad - 2005: Nayarit - Ana Karen Romero (Ganadora) |